# Donna Guy
Donna Guy (1 de noviembre de 1961) es una deportista neozelandesa que compitió en judo. Ganó una medalla en el Campeonato Mundial de Judo de 1986, y cinco medallas en el Campeonato de Oceanía de Judo entre los años 1979 y 1985.

## Palmarés internacional
| Campeonato Mundial    | Campeonato Mundial        | Campeonato Mundial | Campeonato Mundial |
| Año                   | Lugar                     | Medalla            | Categoría          |
| --------------------- | ------------------------- | ------------------ | ------------------ |
| 1986                  | Maastricht (Países Bajos) | Medalla de bronce  | –61 kg             |
| Campeonato de Oceanía |                           |                    |                    |
| Año                   | Lugar                     | Medalla            | Categoría          |
| 1979                  | Rotorua (Nueva Zelanda)   | Medalla de bronce  | –56 kg             |
| 1983                  | Numea (Francia)           | Medalla de oro     | –61 kg             |
| 1983                  | Numea (Francia)           | Medalla de oro     | Abierta            |
| 1985                  | Auckland (Nueva Zelanda)  | Medalla de oro     | –61 kg             |
| 1985                  | Auckland (Nueva Zelanda)  | Medalla de plata   | Abierta            |